# Caroline Ford
Caroline Mary Ford (* 13. Mai 1988 in Chorleywood, Hertfordshire, England) ist eine britische Schauspielerin und Model.

## Leben
Caroline Ford wurde am 13. Mai 1988 in Chorleywood als Tochter einer Schottin mit trinidadisch-tobagischer und chinesischer Abstammung und eines Engländers geboren. Sie besuchte die dortige Carol Kristian Theatre School. Später studierte sie Kunstgeschichte an der University of St Andrews und schloss ihr Studium mit einem Master ab. 2013 machte sie ihren Abschluss an der Royal Academy of Dramatic Art. Als Model steht sie bei der Stolen Modeling Agency in Edinburgh unter Vertrag.(Stand 2022)
Sie startete 2010 durch eine Episodenrolle in der Fernsehserie Casualty und eine Rolle im Kurzfilm The Storm mit ihrer Schauspiellaufbahn. 2012 übernahm sie im Tierhorrorfernsehfilm Lake Placid 4 die Rolle der Elaine Ford. Nach Nebenrollen in verschiedenen Filmproduktionen und einer Episodenrolle in der Fernsehserie Sleepy Hollow mimte sie 2015 in drei Episoden der Fernsehserie Once Upon a Time – Es war einmal … die Rolle der Nimue. 2017 war sie in zehn Episoden der Fernsehserie Zoe und Raven – Freiheit im Sattel in der Rolle der Sam zu sehen. Von 2019 bis 2023 stellte sie in insgesamt zehn Episoden der Fernsehserie Carnival Row die Rolle der Sophie Longerbane dar.

## Filmografie (Auswahl)
- 2010: Casualty (Fernsehserie, Episode 25x07)
- 2010: The Storm (Kurzfilm)
- 2011: Fair Belles (Kurzfilm)
- 2012: Lake Placid 4 (Lake Placid: The Final Chapter, Fernsehfilm)
- 2013: Die Callback Queen – Kein Auftrag unter dieser Nummer (The Callback Queen)
- 2014: Asylum
- 2014: Still
- 2014: Sleepy Hollow (Fernsehserie, Episode 2x08)
- 2014: Hieroglyph (Fernsehfilm)
- 2015: Anti-Social
- 2015: Once Upon a Time – Es war einmal … (Once Upon a Time, Fernsehserie, 3 Episoden)
- 2016: The Curiosity (Kurzfilm)
- 2017: Zoe und Raven – Freiheit im Sattel (Free Rein, Fernsehserie, 10 Episoden)
- 2017: In the Morning (Kurzfilm)
- 2017: Crypt (Kurzfilm)
- 2018: Nekrotronic
- 2019: No 89 (Kurzfilm)
- 2019–2023: Carnival Row (Fernsehserie, 10 Episoden)
- 2022: Impact Winter (Podcast-Serie, 8 Episoden)